# Asociación Española de Lacrosse
La Asociación Española de Lacrosse (AEL) es el ente rector del lacrosse en España. Anteriormente se denominó Agrupación Deportiva Española de Lacrosse (ADEL). 
Fue fundada para promover el conocimiento y la práctica del lacrosse en España y es, a su vez, el ente encargado de las selecciones masculina y femenina de este deporte. La selección masculina ha jugado ya en tres mundiales de Lacrosse (2006, 2010 y 2014), mientras que la femenina ha participado en el europeo de 2015, el mundial de 2017 y el Campeonato Europeo de Lacrosse Femenino de 2019 en Israel.

## Historia
El lacrosse se empezó a jugar en España en la década de 1990. Se considera que el deporte se consolidó en España en 2003. Dos años más tarde, en 2005 se formaría la selección española de lacrosse, que jugaría su primer mundial en 2006.

## Afiliaciones
Es miembro de la Federación Europea de Lacrosse y de la Federación de Lacrosse Internacional. 

## Competiciones
Organiza las ligas españolas, tanto la masculina (LEL) como la femenina (LELF), desde su fundación.

## Equipos federados
| Team                     | Location         | 2014 participation | 2014 participation | 2014 participation |
| Team                     | Location         | LEL                | LEL2               | LF                 |
| ------------------------ | ---------------- | ------------------ | ------------------ | ------------------ |
| Alicante Barefoots       | Alicante         |                    | •                  |                    |
| Arcas Lax                | Arcas del Villar |                    | •                  | •                  |
| Barcelona Dracs          | Barcelona        |                    | •                  | •                  |
| Bizkaia Black Crows      | Portugalete      |                    | •                  |                    |
| Cuenca Lax Femenino      | Cuenca           |                    |                    | •                  |
| Euskal Lacrosse Elkartea | País Vasco       |                    |                    | •                  |
| Madrid Lacrosse          | Madrid           | •                  | •                  | •                  |
| Montes Lacrosse          | Madrid           | •                  | •                  | •                  |
| Sevilla Lacrosse         | Sevilla          |                    | •                  |                    |
| Gijón Wolves             | Gijón            | •                  | •                  | •                  |
| Donosti Piratak          | San Sebastián    |                    |                    | •                  |